# جانزبرگ (ویسکانسین)
جانزبرگ (به انگلیسی: Johnsburg) یک منطقهٔ مسکونی در ایالات متحده آمریکا است که در شهرستان فوند دو لک، ویسکانسین واقع شده‌است. جانزبرگ ۲۸۸٫۰۴ متر بالاتر از سطح دریا واقع شده‌است.